# Dirka po Španiji 2000
Dirka po Španiji 2000 (špansko Vuelta a España 2000) je 55. izvedba dirke po Španiji, tritedenske moške cestne kolesarske etapne dirke. Začela se je 26. avgusta v Málagi in končala 17. septembra v Madridu. Sodelovalo je 180 kolesarjev iz 20-ih ekip. Rumeno majico je prvič osvojil Roberto Heras (Kelme–Costa Blanca), drugo mesto Óscar Sevilla (Festina), tretje pa Pavel Tonkov (Mapei–Quick-Step). Srebrno majico je osvojil Roberto Heras, belo majico je osvojil Carlos Sastre (ONCE-Deutsche Bank), modro majico pa Gianni Faresin (Kelme–Costa Blanca).

## Ekipe
1. razred
- Banesto
- Farm Frites
- Fassa Bortolo
- Festina
- Kelme–Costa Blanca
- Lampre-Daikin
- Liquigas–Pata
- Mapei–Quick-Step
- ONCE-Deutsche Bank
- Team Polti
- Saeco Macchine per Caffè–Valli & Valli
- Team Telekom
- Vitalicio Seguros

2. razred
- Alessio
- Cantina Tollo
- Colchon Relax–Fuenlabrada
- Euskaltel-Euskadi
- Jazztel–Costa de Almería
- Jean Delatour
- LA Alumínios–Pecol–Calbrita

## Etape
| Etapa | Datum         | Štart/Cilj                     | Razdalja | Tip     | Tip                  | Zmagovalec                        |             |
| ----- | ------------- | ------------------------------ | -------- | ------- | -------------------- | --------------------------------- | ----------- |
| 1     | 26. avgust    | Málaga – Málaga                | 13,3 km  |         | posamični kronometer | Alex Zülle (SUI)                  |             |
| 2     | 27. avgust    | Málaga – Córdoba               | 167,5 km |         |                      | Óscar Freire (ESP)                |             |
| 3     | 28. avgust    | Montoro – Valdepeñas           | 198,4 km |         |                      | Jans Koerts (NED)                 |             |
| 4     | 29. avgust    | Valdepeñas – Albacete          | 159 km   |         |                      | Óscar Freire (ESP)                |             |
| 5     | 30. avgust    | Albacete – Xorret de Catí      | 152,3 km |         |                      | Eladio Jiménez (ESP)              |             |
| 6     | 31. avgust    | Benidorm – Valencija           | 155,5 km |         |                      | Paolo Bossoni (ITA)               |             |
| 7     | 1. september  | Valencija – Morella            | 175 km   |         |                      | Roberto Heras (ESP)               |             |
| 8     | 2. september  | Vinaròs – Port Aventura        | 168,5 km |         |                      | Alessandro Petacchi (ITA)         |             |
| 9     | 3. september  | Tarragona – Tarragona          | 3,.6 km  |         | posamični kronometer | Abraham Olano (ESP)               |             |
| 10    | 4. september  | Sabadell – Supermolina         | 165,8 km |         |                      | Félix Cárdenas (COL)              |             |
| 11    | 5. september  | Alp – Arcalis (Andora)         | 136,5 km |         |                      | Roberto Laiseka (ESP)             |             |
|       | 6. september  |                                |          |         | dan počitka          | dan počitka                       | dan počitka |
| 12    | 7. september  | Zaragoza – Zaragoza            | 131,5 km |         |                      | Alessandro Petacchi (ITA)         |             |
|       | 8. september  |                                |          |         | dan počitka          | dan počitka                       | dan počitka |
| 13    | 9. september  | Santander – Santander          | 143,3 km |         |                      | Mariano Piccoli (ITA)             |             |
| 14    | 10. september | Santander – Lagos de Covadonga | 146,5 km |         |                      | Andrej Zinčenko (RUS)             |             |
| 15    | 11. september | Cangas de Onís – Gijón         | 164,2 km |         |                      | Álvaro González de Galdeano (ESP) |             |
| 16    | 12. september | Oviedo – Alto de l'Angliru     | 168 km   |         |                      | Gilberto Simoni (ITA)             |             |
| 17    | 13. september | Benavente – Salamanca          | 155,5 km |         |                      | Davide Bramati (ITA)              |             |
| 18    | 14. september | Béjar – Ciudad Rodrigo         | 159 km   |         |                      | Aleksander Vinokurov (KAZ)        |             |
| 19    | 15. september | Salamanca – Ávila              | 130 km   |         |                      | Mariano Piccoli (ITA)             |             |
| 20    | 16. september | Ávila – Puerto de Malagón      | 128,2 km |         |                      | Roberto Heras (ESP)               |             |
| 21    | 17. september | Madrid – Madrid                | 38 km    |         | posamični kronometer | Santos González (ESP)             |             |
|       | Skupaj        | Skupaj                         | 2904 km  | 2904 km | 2904 km              | 2904 km                           | 2904 km     |

## Razvrstitev po klasifikacijah
| Etapa  | Zmagovalec                  | Rumena majica · | Srebrna majica ·  | Bela majica ·  | Ekipno             |
| ------ | --------------------------- | --------------- | ----------------- | -------------- | ------------------ |
| 1      | Alex Zülle                  | Alex Zülle      | Alex Zülle        | Carlos Sastre  | Vitalicio Seguros  |
| 2      | Oscar Freire                | Alex Zülle      | Alex Zülle        | Eladio Jiménez | Vitalicio Seguros  |
| 3      | Jans Koerts                 | Alex Zülle      | Jans Koerts       | Eladio Jiménez | Vitalicio Seguros  |
| 4      | Oscar Freire                | Alex Zülle      | Oscar Freire      | Eladio Jiménez | Vitalicio Seguros  |
| 5      | Eladio Jiménez              | Alex Zülle      | Oscar Freire      | Eladio Jiménez | Kelme–Costa Blanca |
| 6      | Paolo Bossoni               | Alex Zülle      | Oscar Freire      | Eladio Jiménez | ONCE-Deutsche Bank |
| 7      | Roberto Heras               | Alex Zülle      | Oscar Freire      | Eladio Jiménez | ONCE-Deutsche Bank |
| 8      | Alessandro Petacchi         | Alex Zülle      | Giovanni Lombardi | Eladio Jiménez | ONCE-Deutsche Bank |
| 9      | Abraham Olano               | Abraham Olano   | Giovanni Lombardi | Eladio Jiménez | ONCE-Deutsche Bank |
| 10     | Felix Cardenas              | Santos González | Giovanni Lombardi | Felix Cardenas | ONCE-Deutsche Bank |
| 11     | Roberto Laiseka             | Angel Casero    | Giovanni Lombardi | Carlos Sastre  | Vitalicio Seguros  |
| 12     | Alessandro Petacchi         | Angel Casero    | Giovanni Lombardi | Carlos Sastre  | Vitalicio Seguros  |
| 13     | Mariano Piccoli             | Angel Casero    | Giovanni Lombardi | Carlos Sastre  | Vitalicio Seguros  |
| 14     | Andrej Zinčenko             | Roberto Heras   | Giovanni Lombardi | Carlos Sastre  | Kelme–Costa Blanca |
| 15     | Alvaro Gonzalez de Galdeano | Roberto Heras   | Giovanni Lombardi | Carlos Sastre  | Vitalicio Seguros  |
| 16     | Gilberto Simoni             | Roberto Heras   | Giovanni Lombardi | Carlos Sastre  | Vitalicio Seguros  |
| 17     | Davide Bramati              | Roberto Heras   | Giovanni Lombardi | Carlos Sastre  | Vitalicio Seguros  |
| 18     | Aleksander Vinokurov        | Roberto Heras   | Giovanni Lombardi | Carlos Sastre  | Vitalicio Seguros  |
| 19     | Mariano Piccoli             | Roberto Heras   | Giovanni Lombardi | Carlos Sastre  | Vitalicio Seguros  |
| 20     | Roberto Heras               | Roberto Heras   | Roberto Heras     | Carlos Sastre  | Kelme–Costa Blanca |
| 21     | Santos González             | Roberto Heras   | Roberto Heras     | Carlos Sastre  | Kelme–Costa Blanca |
| Skupaj | Skupaj                      | Roberto Heras   | Roberto Heras     | Carlos Sastre  | Kelme–Costa Blanca |

## Končna razvrstitev
| Legenda | Legenda                                    | Legenda | Legenda                          |
| ------- | ------------------------------------------ | ------- | -------------------------------- |
|         | Predstavlja vodilnega v skupnem seštevku   |         | Predstavlja vodilnega po točkah  |
|         | Predstavlja vodilnega v gorski razvrstitvi |         | Predstavlja vodilnega v šprintih |

### Rumena majica
| Poz. | Kolesar                    | Ekipa              | Čas      |
| ---- | -------------------------- | ------------------ | -------- |
| 1    | Roberto Heras              | Kelme–Costa Blanca | 70:26:14 |
| 2    | Ángel Casero               | Festina            | 2:33     |
| 3    | Pavel Tonkov               | Mapei–Quick-Step   | 4:55     |
| 4    | Santos González            | ONCE-Deutsche Bank | 5:52     |
| 5    | Raimondas Rumšas           | Fassa Bortolo      | 7:38     |
| 6    | Roberto Laiseka            | Euskaltel-Euskadi  | 10:16    |
| 7    | Fernando Escartín          | Kelme–Costa Blanca | 11:17    |
| 8    | Carlos Sastre              | ONCE-Deutsche Bank | 12:16    |
| 9    | Massimiliano Gentili       | Cantina Tollo      | 13:10    |
| 10   | Haimar Zubeldia            | Euskaltel-Euskadi  | 13:14    |
| 11   | José Luis Rubiera          | Kelme–Costa Blanca | 13:16    |
| 12   | Wladimir Belli             | Fassa Bortolo      | 13:44    |
| 13   | Santiago Blanco            | Vitalicio Seguros  | 15:41    |
| 14   | Óscar Sevilla              | Kelme–Costa Blanca | 16:37    |
| 15   | Txema del Olmo             | Euskaltel-Euskadi  | 19:24    |
| 16   | Richard Virenque           | Team Polti         | 20:28    |
| 17   | Pascal Hervé               | Team Polti         | 23:43    |
| 18   | Francisco García Rodríguez | Vitalicio Seguros  | 24:51    |
| 19   | Abraham Olano              | ONCE-Deutsche Bank | 25:19    |
| 20   | Gianni Faresin             | Mapei–Quick-Step   | 25:36    |
| 21   | Félix García Casas         | Festina            | 26:25    |
| 22   | Oscar Camenzind            | Lampre-Daikin      | 29:01    |
| 23   | Marco Magnani              | Alessio            | 30:03    |
| 24   | Eladio Jiménez             | Banesto            | 31:47    |
| 25   | Fabian Jeker               | Festina            | 39:32    |